# Khu nghỉ dưỡng Ar Janchivlin
Khu nghỉ dưỡng Ar Janchivlin (tiếng Mông Cổ: Ар Жанчивлин) là một khu nghỉ dưỡng suối khoáng nóng ở sum Erdene, tỉnh Töv, Mông Cổ. Nó nằm cách trung tâm sum Erdene 25 km về phía tây nam và cách Nalaikh 19 km về phía đông. Khu nghỉ dưỡng Janchivlin nằm cách Ar Janchivlin 12 km về phía đông nam.